# Bastion (jogo eletrônico)
Bastion é um jogo eletrônico de interpretação de personagens de ação produzida por desenvolvedores independentes da Supergiant Games e publicado pela Warner Bros. Interactive Entertainment. No jogo, o jogador controla "the Kid", como ele se move através de flutuação, ambientes de fantasia com temas de combate com inimigos de vários tipos. Ele possui uma locução dinâmica de um narrador, e é apresentado como um jogo bidimensional com uma câmera isométrica e um estilo de arte colorido pintada à mão. A história de Bastion segue the Kid recolhendo cacos especiais de rocha para alimentar uma estrutura, o Bastion, na esteira de uma calamidade apocalíptica.
O jogo foi construído ao longo de dois anos por uma equipe de sete pessoas divididas entre São José e Nova Iorque. Eles estrearam o jogo na Penny Arcade Expo de setembro 2010, e ele passou a ser nomeado para os prêmios no Independent Games Festival de 2011 e ganhou prêmios na Electronic Entertainment Expo, antes da liberação. Bastion foi publicado em julho de 2011 para Xbox Live Arcade e em agosto de 2011 através de distribuição digital para o Windows no Steam. Supergiant Games tornou disponível como um jogo de browser para o Google Chrome, em dezembro de 2011. Ele foi lançado para Mac OS X através da Mac App Store em abril de 2012 e diretamente seguido por uma atualização SteamPlay no início de maio de 2012, que permite a versão comprada via Steam a ser jogado em Mac OS X e Windows. Uma versão para iPad foi lançado em agosto de 2012. A trilha sonora de Bastion foi produzido e composta por Darren Korb, e um álbum de trilha sonora foi disponibilizado para vendas em agosto de 2011.
Em 2011, o jogo vendeu mais de 500.000 cópias, 200 mil das quais foram para a Xbox Live Arcade. Ele vendeu mais de 1,7 milhões de cópias em todas as plataformas de março em 2013. O jogo foi amplamente elogiado pelos críticos, principalmente por sua história, direção de arte, narração e música. Opiniões foram mistas sobre a profundidade da jogabilidade, embora a variedade de opções no sistema de combate foi elogiado. Bastion ganhou muitas indicações e prêmios desde o seu lançamento, incluindo vários de melhor jogo para download e melhor música, a partir de pontos de revisão, como os do IGN e da Game Informer, assim como da Spike Video Game Awards, o Game Developers Conference, e da Academy of Interactive Arts & Sciences.

## Jogabilidade
Bastion é um jogo de ação de interpretação de personagens com uma estrutura de níveis. O personagem do jogador, "the Kid", se move através de flutuantes, ambientes de fantasia com temas que formam os caminhos que o jogador se aproxima da borda. Níveis consistem em um único plano, e são vistos isometricamente. Eles estão cheios de inimigos de vários tipos, que tentam prejudicar the Kid. O personagem carrega duas armas, que podem ser selecionadas entre as opções disponíveis para o jogador em locais específicos chamados arsenais. The Kid também tem a capacidade de executar um ataque especial. Armas e ataques especiais devem ser adquiridos antes de poderem ser utilizados. Há um número limitado de ataques especiais que o jogador pode executar em qualquer momento, representada por "tônicos pretos", que podem ser encontrados nos níveis ou deixados caídos por inimigos. Ataques especiais podem ser utilizados um total de três vezes. Este número máximo de utilizações, pode ser aumentada na Destilaria. A saúde de Kid é representada por uma barra de saúde, que pode ser reabastecido com "tônicos de saúde". Como tônicos pretos, o personagem só pode transportar um determinado número de poções de saúde de cada vez, e pode substituí-las ao encontrar mais nos níveis.
Níveis contem muitos tipos diferentes de ambiente, incluindo cidades, florestas e pântanos. No final da maioria deles, o jogador recebe um número chamado de um núcleo ou um caco; ocasionalmente, o nível começa a desintegrar-se uma vez que Kid leva o item, obrigando-o a retirar-se apressadamente. À medida que o jogador progride através dos níveis, uma voz narra suas ações. Esta narração fornece informações do roteiro da trama, bem como comentários dinâmicos, como a habilidade do jogador com uma arma ou desempenho, enquanto luta contra inimigos.

## Recepção
Bastion foi liberado para fortes vendas e recepção crítica. O jogo vendeu mais de 500.000 cópias em 2011, 200.000 dos quais foram para o Xbox Live Arcade. Em março de 2013, na convenção de jogos PAX East, o diretor criativo de Bastion Greg Kasavin afirmou que o jogo vendeu mais de 1,7 milhões de cópias em todas as plataformas. Bob Mackey da 1UP.com o chamou de "a malha perfeita de jogo e história", e McKinley Noble de GamePro disse que "eleva o padrão visual e narrativa de títulos para download." Maxwell McGee da GameSpot o chamou de "maravilhosamente trabalhada" e "um surpreendente bom tempo", e Greg Miller, da IGN concluiu que Bastion "é incrível e você o deve a si mesmo baixá-lo."
A apresentação do jogo foi amplamente elogiada, especialmente a narração. Mackey disse que o jogo "poderia ser vendido em sua apresentação sozinho", focando a gráficos, música e história. Edge disse que a narração acrescentou: "ressonância emocional" para o jogo, e Tom Bramwell da Eurogamer elogiou os "efeitos visuais deslumbrantes" e "comentários ardilosos". Matt Miller da Game Informer destacou "a narração bem escrita, excelente música, e efeitos visuais brilhantes" como fatores que fizeram o jogo sentir "como um livro de histórias em que você controla o resultado." Dos elementos de apresentação, a história era o menos elogiado, embora vários críticos como o Noble gostaram, dizendo que "só fica melhor quanto mais você mergulhar nele." Ryan Scott da GameSpy, no entanto, chamou-a de "apenas um tipo de enredo", e Greg Miller disse que "poderia ter sido melhor" e nunca irá "viciá-lo".